# Lilium sempervivoideum
Lilium sempervivoideum là một loài thực vật có hoa trong họ Liliaceae. Loài này được H.Lév. miêu tả khoa học đầu tiên năm 1915.